# Essined Aponte
 (juin 2025).
Le contenu est difficilement compréhensible vu les erreurs de traduction, qui sont peut-être dues à l'utilisation d'un logiciel de traduction automatique.
Essined Aponte (née à Porto Rico, le 9 avril 1991) est une actrice et mannequin portoricaine, qui joue notamment le rôle principal de India Catalina dans la telenovela La reina de indias y el conquistador. Elle apparaît aussi dans des productions comme Les Trois Visage d'Ana et Nicky Jam : Le Gagnant.

## Biographie
Née à Porto Rico le 9 avril 1991, Essined Aponte immigre dans sa jeunesse à Miami, où elle occupe divers métiers avant d'entamer une carrière dans le mannequinat,. Elle représente ensuite Porto Rico au concours Nuestra Belleza Latina aux éditions 2012, 2013. En 2014, elle commence sa carrière d'actricee dans la telenovela américano-vénézuélienne Cosita linda. Cette même année, elle interprète Juanita dans la telenovela mexicaine Mi corazón es tuyo.
En 2016, elle apparaît dans 29 épisodes de la série Les Trois Visage d'Ana aux côtés de l'actrice franco-mexicaine Angélique Boyer.
En 2019, elle joue un petit rôle dans la série américaine S.W.A.T..
En 2023, elle joue le rôle d'une des Sœurs Mirabal, Dedé Mirabal, dans la série espagnolo-colombienne El grito de las mariposas (es). puis joue le rôle de Marissa dans le film français de Franck Gastambide Medellín, dans lequel elle donne la réplique à la légende de la boxe Mike Tyson. Enfin, elle joue le rôle de Pure dans le film Érase une fois en le le Caraïbe,,.

## Filmografía

### Télévision
| An        | Titre                                | Papier         | Notes       |
| --------- | ------------------------------------ | -------------- | ----------- |
| 2014      | Cosita linda                         | Carol          | 6 épisodes  |
| 2014-2015 | Mi corazón es tuyo                   | Juanita        | 13 épisodes |
| 2016      | Les Trois Visages d'Ana              | Adriana        | 29 épisodes |
| 2018      | Nicky Jam: Le Gagnant                | Aleysha        | 4 épisodes  |
| 2019      | S.W.A.T.                             | Gabi           | 1 épisode   |
| 2020      | La reina de indias y el conquistador | India Catalina | 60 épisodes |
| 2023      | El grito de las mariposas            | Dedé Mirabal   | 13 épisodes |

### Cinéma
| An   | Titre                           | Papier  | Notes |
| ---- | ------------------------------- | ------- | ----- |
| 2023 | Medellín                        | Marissa |       |
| 2023 | Érase Une fois en le le Caraïbe | Pure    |       |